# Anaspis serbica
Anaspis serbica là một loài bọ cánh cứng trong họ Scraptiidae. Loài này được Apfelbeck miêu tả khoa học năm 1931.